# Phil Burgess
Pour les articles homonymes, voir Burgess.
Pas d'image ? Cliquez ici

a Compétitions nationales et continentales officielles uniquement.

b Matchs officiels uniquement.
Phil Burgess, né le 1er juillet 1988, est un joueur britannique de rugby à XV et de rugby à sept. International anglais de rugby à sept, Il remporte avec l'équipe de Grande-Bretagne de ce sport la médaille d'argent du tournoi masculin des Jeux olympiques d'été de 2016 à Rio de Janeiro.

## Biographie
Phil Burgess évolue avec l'équipe anglaise de rugby à sept, disputant avec celle-ci les tournois de World Rugby Sevens Series, dont une victoire lors de l'étape japonaise en 2015, et le tournoi de rugby à sept des Jeux du Commonwealth 2014, où l'Angleterre remporte la Plate, cinquième place, face au pays de Galles. Retenu au sein de la sélection britannique pour disputer les Jeux olympiques 2016, il participe aux six rencontres de son équipe, inscrivant un essai face au Kenya. L'équipe britannique, première de son groupe, élimine l'Argentine, puis les Afrique du Sud avant de s'incliner en finale face aux Fidji.